# Лигово (Волховский район)
Ли́гово — деревня в Новоладожском городском поселении Волховского района Ленинградской области России.

## История
Впервые упоминается в Писцовой книге Водской пятины 1500 года как деревня Лигово у Ладожского озера в Фёдоровском Песоцком погосте Ладожского уезда.
Деревня Лигова упомянута на карте «Ладожское озеро и Финский залив с прилегающими местами» 1745 года.
На карте Санкт-Петербургской губернии Ф. Ф. Шуберта 1834 года обозначено уже село Лигово, состоящее из 44 крестьянских дворов.

ЛИГОВО — село принадлежит Казённому ведомству, число жителей по ревизии: 115 м. п., 123 ж. п. 
 В оном: церковь деревянная во имя Святого Пророка Илии. (1838 год)

Село Лигово отмечено на карте профессора С. С. Куторги 1852 года.

ЛИГОВО — село Ведомства государственного имущества, по просёлочной дороге, число дворов — 40, число душ — 101 м. п. (1856 год)

ЛИГОВО — село владельческое при Ладожском озере, число дворов — 43, число жителей: 112 м. п., 146 ж. п.; Церковь православная. (1862 год) 

Сборник Центрального статистического комитета описывал его так:

ЛИГОВО — село бывшее государственное при озере Ладожском и канале императора Александра II, дворов — 57, жителей — 228; церковь православная, 2 лавки. (1885 год)

В конце XIX века село административно относилось к Кобонской волости 1-го стана Новоладожского уезда Санкт-Петербургской губернии, в начале XX века — 4-го стана.
По данным «Памятной книжки Санкт-Петербургской губернии» за 1905 год село Лигово называлось Выселок «Петербургский».
Согласно военно-топографической карте Петроградской и Новгородской губерний издания 1915 года в селе была церковь.
С 1917 по 1923 год деревня Лигово входила в состав Лиговского сельсовета Кобонской волости Новоладожского уезда.
С 1923 года в составе Октябрьской волости Волховского уезда.
Согласно данным переписи населения СССР 1926 года в деревне Лигово проживали 333 человека — все русские.
С 1927 года в составе Волховского района.
В 1928 году население деревни Лигово также составляло 333 человека.
По данным 1933 года деревня Лигово являлась административным центром Лиговского сельсовета Волховского района, в который входили 6 населённых пунктов: деревни Вельца, Кивгода, Ленинградская Слобода, Лигово, Сумское и село Дубно, общей численностью населения 1286 человек.
По данным 1936 года в состав Лиговского сельсовета с центром в деревне Сумское входили 6 населённых пунктов, 282 хозяйства и 3 колхоза.

Деревня Лигово на топографической карте 1940 года

Согласно топографической карте РККА 1940 года деревня насчитывала 60 дворов. В деревне находилась пристань.
С 1946 года в составе Новоладожского района.
В 1958 году население деревни Лигово составляло 192 человека.
С 1963 года в составе Волховского района.
По данным 1966 и 1973 годов деревня Лигово также находилась в составе Лиговского сельсовета, административным центром сельсовета была деревня Сумское.
По данным 1990 года деревня Лигово находилась в административном подчинении Новоладожского городского совета.
В 1997 году в деревне Лигово Новоладожского горсовета проживали 2 человека, в 2002 году — 25 человек (русские — 84 %).
В 2007 году в деревне Лигово Новоладожского ГП — 15 человек.

## География
Деревня расположена в северо-западной части района на автодороге 41К-400 (Новая Ладога — Лигово).
Расстояние до административного центра поселения — 32 км.
Расстояние до ближайшей железнодорожной станции Волховстрой I — 59 км.
Деревня находится у Ладожского озера на берегу Новоладожского канала к югу от Лиговского мыса.

## Демография
| 1862 | 2002 | 2007 | 2010 | 2017 |
| ---- | ---- | ---- | ---- | ---- |
| 258  | ↘25  | ↘15  | ↗29  | ↘4   |

### Национальный состав
Согласно данным Всероссийской переписи населения 2021 года в деревне проживали 18 человек, все русские.

## Инфраструктура
С 2009 года в деревне работает база отдыха «Новое Лигово».

## Достопримечательности
В 1756—1757 годах на месте обветшавшего храма XVII века была возведена деревянная церковь во имя святых апостолов Петра и Павла. В конце 1930-х годов церковь была закрыта и снесена.